# تود كوفي
تود كوفي (بالإنجليزية: Todd Coffey)‏ هو لاعب كرة قاعدة أمريكي، ولد في 9 سبتمبر 1980 في فورست سيتي في الولايات المتحدة.

## وصلات خارجية
- تود كوفي على موقع دوري كرة القاعدة الرئيسي (الإنجليزية)
- تود كوفي على موقعبيزبول رفرنس.كوم (الدوري الرئيسي) (الإنجليزية)
- تود كوفي على موقعبيزبول رفرنس.كوم (الدوري الثانوي) (الإنجليزية)
- تود كوفي على موقع إي إس بي إن.كوم (أم.أل.بي) (الإنجليزية)
- تود كوفي على موقع مشجعي الرسوم البيانية (الإنجليزية)